# Sebastes nebulosus
Sebastes nebulosus är en fiskart som beskrevs av Ayres, 1854. Sebastes nebulosus ingår i släktet Sebastes och familjen kungsfiskar. Inga underarter finns listade i Catalogue of Life.